# Catedral basílica de Nuestra Señora de las Nieves
La Catedral Basílica de Nuestra Señora de las Nieves (en portugués: Catedral Basílica de Nossa Senhora das Neves) Se trata de una iglesia situada en el casco antiguo de João Pessoa, capital del estado de Paraíba en Brasil. Es la sede de la arquidiócesis de Paraíba.
Una iglesia dedicada a Nuestra Señora de las Nieves fue construida en una colina por los primeros pobladores de Paraíba en 1586. Era un edificio sencillo, de barro, que fue reconstruido en los comienzos del siglo XVII. En 1639, un cronista holandés Elias Herckmans, se refiere a ella como todavía sin terminar en su Visión general de la Capitanía de Paraiba. Las obras y reformas siguieron durante los siglos XVII y XVIII, siempre en medio de las dificultades económicas.
En 1894 fue declarada catedral.